# Senobasis flukei
Senobasis flukei là một loài ruồi trong họ Asilidae. Senobasis flukei được Carrera miêu tả năm 1952. Loài này phân bố ở vùng Tân nhiệt đới.